# The Sign (dal)
A The Sign a svéd Ace of Base 1993. október 29-én megjelent kislemeze, mely az Egyesült Királyságban a 2. helyezést érte el, és hat egymást követő hetet töltött az amerikai Billboard Hot 100-as listán. Az 1994-es év legnépszerűbb zenéje volt, mely a Happy Nation című albumon, valamint az Észak-Amerikában megjelent azonos nevet viselő fThe Sign című albumon szerepel.

## Előzmények
Európában Happy Nation címmel jelent meg a csapat debütáló albuma, mely az amerikai Arista kiadónál The Sign címen jelent meg.

## Slágerlista

### Heti összesítések
| Slágerlista (1993–94)                    | Legjobb helyezés |
| ---------------------------------------- | ---------------- |
| Ausztrália (ARIA)                        | 1                |
| Ausztria (Ö3 Austria Top 40)             | 3                |
| Belgium (Ultratop 50 Flanders)           | 5                |
| Belgium (VRT Top 30 Flanders)            | 6                |
| Canada Dance (RPM)                       | 1                |
| Canada Top Singles (RPM)                 | 1                |
| Denmark (IFPI)                           | 1                |
| Europe (European Hot 100 Singles)        | 5                |
| Europe (Eurochart Hot 100)               | 2                |
| Finland (Suomen virallinen lista)        | 1                |
| Franciaország (Single Top 100)           | 5                |
| Németország (Media Control Charts)       | 1                |
| Iceland (Íslenski Listinn Topp 40)       | 28               |
| Ireland (IRMA)                           | 2                |
| Israel (Israeli Singles Chart)           | 1                |
| Italy (FIMI)                             | 4                |
| MTV Europe                               | 1                |
| Hollandia (Top 40)                       | 3                |
| Hollandia (Single Top 100)               | 3                |
| Új-Zéland (Recorded Music NZ)            | 1                |
| Norvégia (VG-lista)                      | 5                |
| Scotland (Official Charts Company)       | 2                |
| Spain (AFYVE)                            | 1                |
| Svédország (Sverigetopplistan)           | 2                |
| Svájc (Schweizer Hitparade)              | 4                |
| UK Singles (The Official Charts Company) | 2                |
| US Billboard Hot 100                     | 1                |
| US Billboard Top 40 Mainstream           | 1                |
| US Billboard Rhythmic Top 40             | 4                |
| US Billboard Adult Contemporary          | 2                |
| US Cash Box                              | 1                |
| Zimbabwe (ZIMA)                          | 1                |

| Slágerlista(2016)                     | Legjobb helyezés |
| ------------------------------------- | ---------------- |
| Lengyelország (Polish Airplay Top 20) | 61               |

### Év végi összesítések
| Slágerlista(1994)               | Helyezés |
| ------------------------------- | -------- |
| Australia (ARIA)                | 5        |
| Canada Top Singles (RPM)        | 8        |
| Canada Dance (RPM)              | 25       |
| Dutch Top 40                    | 23       |
| French Singles Chart            | 17       |
| New Zealand (Recorded Music NZ) | 4        |
| U.S. Billboard Hot 100          | 1        |